# Ивойлово (Вологодская область)
Ивойлово — деревня в Тотемском районе Вологодской области.
Входит в состав Пятовского сельского поселения, с точки зрения административно-территориального деления — в Пятовский сельсовет.
Расположена на левом берегу реки Пёсья Деньга. Расстояние по автодороге до районного центра Тотьмы — 5 км, до центра муниципального образования деревни Пятовская — 4 км. Ближайшие населённые пункты — Брагинская, Варницы, Молоково, Останинская, Углицкая.
По переписи 2002 года население — 28 человек (10 мужчин, 18 женщин). Всё население — русские.